# Kitikmeot
Kitikmeot (en inuktitut : ᕿᑎᕐᒥᐅᑦ, Qitirmiut) est une région administrative du Nunavut au Canada. Elle comprend les parties du sud et de l'ouest de l'île Victoria avec la partie adjacente du continent jusqu'à la péninsule Boothia incluant aussi l'île du Roi-Guillaume et la partie sud de l'île du Prince-de-Galles. Le siège régional est situé à Ikaluktutiak (Cambridge Bay). Avant 1999, année de la création du Nunavut, la région de Kitikmeot existait avec des frontières légèrement différentes dans les Territoires du Nord-Ouest.

## Communautés

### Hameaux
- Ikaluktutiak (Cambridge Bay)
- Gjoa Haven
- Kugaaruk (Pelly Bay)
- Kugluktuk (Coppermine)
- Taloyoak (Spence Bay)

### Autres
- Bathurst Inlet (Kingoak)
- Umingmaktok (Bay Chimo)
- Kitikmeot, Unorganized

## Aires protégées
- Parc territorial Ovayok
- Sentier du Passage du Nord-Ouest
- Parc territorial Kugluk/Bloody Falls
- Refuge d'oiseaux du golfe Reine-Maud

## Démographie
La région de Kitikmeot est la deuxième plus grande des trois régions administratives du Nunavut avant Kivalliq et après Qikiqtaaluk avec sa superficie de 446 727,70 km2. Cependant, elle a la plus faible population des trois avec sa population de 5 361 habitants selon le recensement de 2006. La région a connu une croissance démographique de 11,3 % entre 2001 et 2006. Elle a aussi la plus faible densité des trois avec une densité de 0,012 habitants au km2. La population est principalement inuite à 88,3 % avec 1,3 % étant d'autres peuples aborigènes, 0,6 % étant amérindiens et 0,7 % étant métis et 10,3 % étant non aborigènes.

## Transports
L'accès à la capitale territoriale Iqaluit est très difficile à partir de Kitikmeot. En effet, il n'y a aucun vol direct à partir d'une communauté de la région vers cette destination. Par exemple, Iqaluit est située à approximativement 1 069 km de Kugaaruk, la communauté la plus près de Kitikmeot. Un vol aller seulement vers la capitale coûte environ 2 212 $ (en octobre 2009) et implique de voler et de passer une nuit à Yellowknife aux Territoires du Nord-Ouest situé à approximativement 1 310 km au sud-ouest de Kugaaruk. Un voyage couvrant une distance totale d'environ 3 627 km.

## Politique
La région est l'hôte des deux seules communautés, Iqaluktuuttiaq (Cambridge Bay) et Kugluktuk (Coppermine) ayant voté « non » au plébiscite de division des Territoires du Nord-Ouest de 1982.
La région a quatre circonscriptions électorales fédérales :
- Akulliq qui couvre Kugaaruk et Naujaat (Repulse Bay) dans la région de Kivalliq. C'est la seule circonscription du Nunavut qui s'étend sur deux régions. Le siège est tenu par John Ningark.
- Cambridge Bay qui couvre Bathurst Inlet, Ikaluktutiak (Cambridge Bay) et Umingmaktok. Le siège est tenu par Andrew Klavan.
- Kugluktuk qui couvre Kugluktuk. Le siège est tenu par Peter Taptuna.
- Nattilik qui couvre Gjoa Haven et Taloyoak. Le siège est tenu par Enuk Pauloosie. La précédente est Leona Aglukkaq, présentement Ministre de la Santé du gouvernement fédéral.